# Харім (район)
36°12′28″ пн. ш. 36°31′09″ сх. д. / 36.207638888889° пн. ш. 36.519194444444° сх. д.
Район Харім (араб. منطقة حارم, кириліз.: Харім) — район (мінтака) провінції Ідліб на північному заході Сирії. Адміністративний центр — місто Харім. За переписом 2004 року населення становило 175 482 особи.

## Підрайони
Район Харім поділений на шість підрайонів або нахій (населення станом на 2004):
- Підрайон Харім (ناحية حارم): населення 12 894.[2]
- Підрайон Аль-Дана (ناحية الدانا): населення 60 058 осіб.[3]
- Підрайон Салкін (ناحية سلقين): населення 47 939 осіб.[4]
- Підрайон Кафр-Тахарім (ناحية كفر تخاريم): населення 14 772.[5]
- Підрайон Курганія (ناحية قورقينا): населення 12 552.[6]
- Підрайон Арманаз (ناحية أرمناز): населення 27 267.[7]